# 巴拉德罗城堡

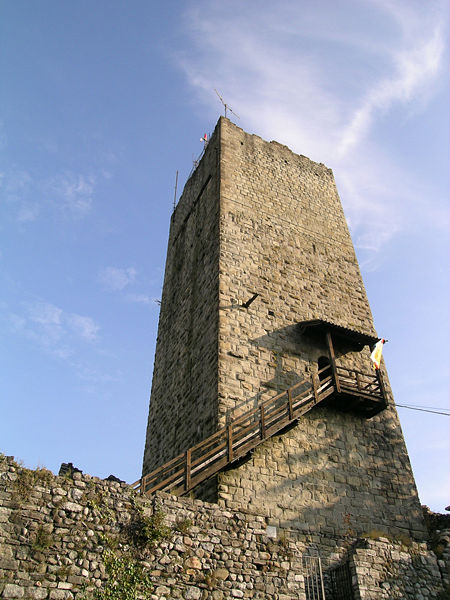
瞭望塔

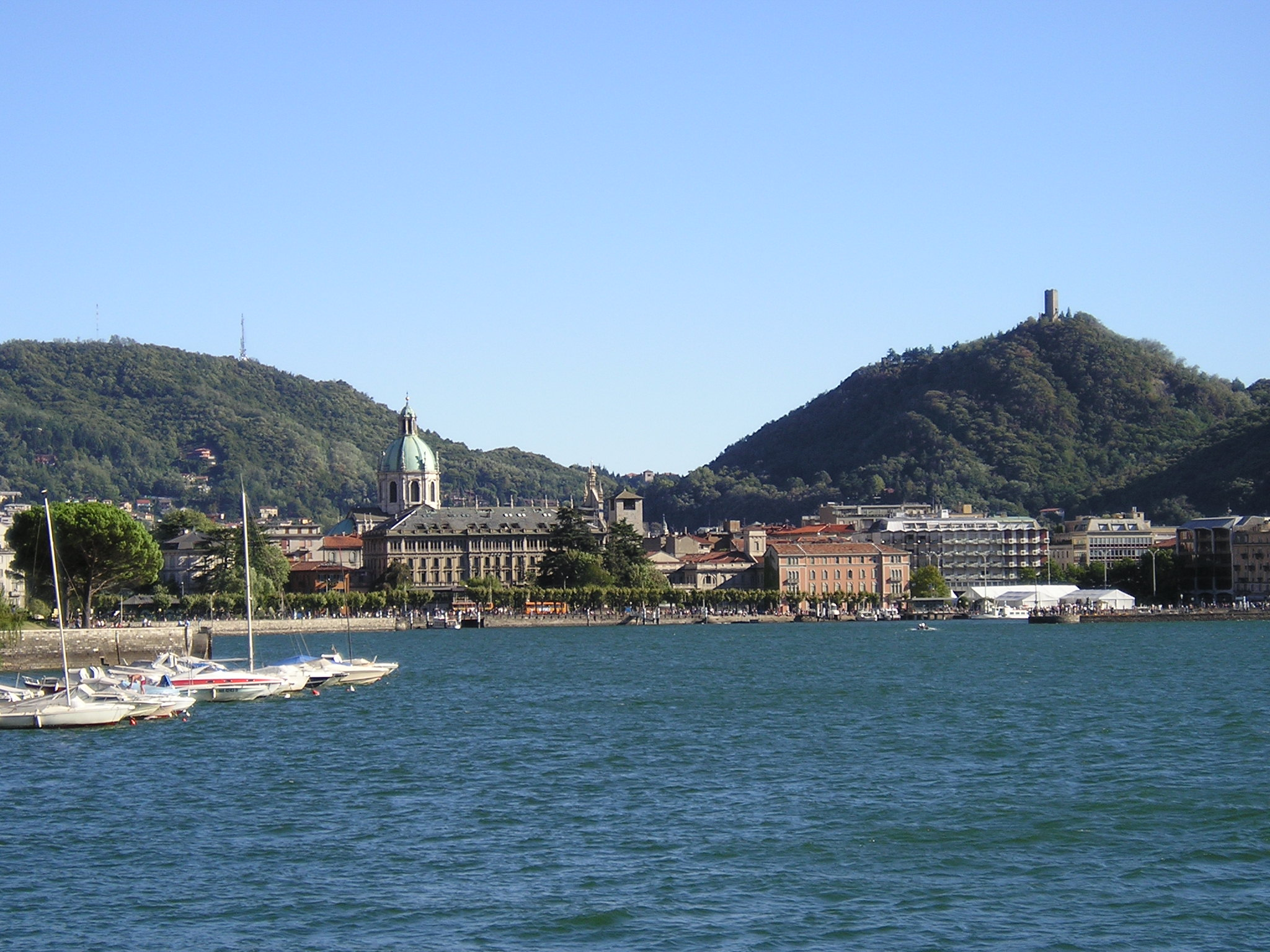
巴拉德罗城堡，在右边，俯瞰科莫市

巴拉德罗城堡（Castello Baradello）是一个军事要塞，位于毗邻意大利北部城市科莫，430米高的山冈上。
现存的部分包括一个方塔，测量基础8.20 x 8.35米，高27.5米。